# Bubsheim
Bubsheim ist eine Gemeinde und ein Dorf im Landkreis Tuttlingen in Baden-Württemberg, Deutschland.

## Geographie

### Lage
Bubsheim liegt auf dem Großen Heuberg im Naturpark Obere Donau auf einer Hochfläche zwischen zwei Tälern und einigen Kuppen. Die höchste Erhebung auf der Gemarkung ist mit 971 m ü. NHN der Kirchberg. Bubsheim ist die höchstgelegene selbstständige Gemeinde in Baden-Württemberg außerhalb des Schwarzwalds.

### Gemeindegliederung
Zur Gemeinde Bubsheim gehören das Dorf Bubsheim und die Häuser Anhäuser Mühlen.

### Nachbargemeinden
Die Gemeinde grenzt im Norden an Wehingen, im Nordosten an Reichenbach am Heuberg, im Osten an Egesheim, im Süden an Königsheim, im Südwesten an Böttingen. Im Nordwesten grenzt Bubsheim an Gosheim.

### Schutzgebiete
In der Gemeinde liegt das Landschaftsschutzgebiet Bubsheimer Kirchberg und Umgebung; zusätzlich hat sie Anteil am FFH-Gebiet Großer Heuberg und Donautal sowie am Vogelschutzgebiet Südwestalb und Oberes Donautal. Darüber hinaus gehört Bubsheim zum Naturpark Obere Donau.

## Geschichte

### Vom Mittelalter bis zur Mediatisierung Vorderösterreichs
Bubsheim wurde im Jahre 1347 erstmals urkundlich erwähnt, der Weiler Anhausen bereits 1095. 1376 und 1378 wurde das Dorf durch die Rottweiler zerstört bzw. verbrannt. Das Dorf gehörte zur Grafschaft Hohenberg und kam 1381 zu Vorderösterreich. 1634 wurde das Dorf im Dreißigjährigen Krieg durch die Schweden zerstört. In der 1635 ausgebrochenen Pestepidemie starben ein Fünftel der Einwohner des Dorfes. Bei einer Brandkatastrophe 1748 wurden 24 Häuser zerstört. 1796 brandschatzten versprengte französische Truppen den Ort.

### Seit der Zugehörigkeit zu Württemberg
1805 fiel das Dorf mit der gesamten Herrschaft Hohenberg an das Kurfürstentum Württemberg und fand sich somit im 1806 gegründeten Königreich Württemberg wieder. Dort wurde es dem Oberamt Spaichingen zugeordnet. Bei der Gebietsreform 1938 gelangte der Ort zum Landkreis Tuttlingen. Im Jahre 1945 wurde die Gemeinde ein Teil der Französischen Besatzungszone und kam somit zum Nachkriegsland Württemberg-Hohenzollern, welches 1952 im Bundesland Baden-Württemberg aufging.
Die Einwohnerzahl Bubsheims hat sich in den vergangenen 50 Jahren aufgrund der in der Gemeinde ansässigen Drehteile-Industrie mehr als verdoppelt.

### Religion
Bubsheim blieb als früherer Bestandteil Vorderösterreichs stets katholisch. Die Kirchengemeinde mit der 1901 neu erbauten Pfarrkirche St. Jacobus Maior ist derzeit Bestandteil der Seelsorgeeinheit Oberer Heuberg im Dekanat Tuttlingen-Spaichingen.

## Politik

### Verwaltungsverband
Die Gemeinde ist Mitglied des Gemeindeverwaltungsverbandes Heuberg mit Sitz in Wehingen.

### Gemeinderat
Bubsheim ist eine der Gemeinden in Baden-Württemberg, in der der Gemeinderat durch Mehrheitswahl gewählt wird. Bei der Mehrheitswahl gibt es keine Listen oder Gruppierungen. Der Gemeinderat besteht aus acht Mitgliedern. Darunter sind seit der Kommunalwahl am 9. Juni 2024 drei Frauen. Der Gemeinderat besteht aus den gewählten ehrenamtlichen Gemeinderäten und dem Bürgermeister als Vorsitzendem. Der Bürgermeister ist im Gemeinderat stimmberechtigt.

### Bürgermeister
Am 8. Januar 2012 wurde Thomas Leibinger im ersten Wahlgang mit 52,53 % zum Bürgermeister gewählt. Die Wahlbeteiligung betrug 71,9 %.

### Wappen
| Wappen von Bubsheim | Blasonierung: „In Silber (Weiß) eine bewurzelte grüne Buche.“ |
| Wappen von Bubsheim | Wappenbegründung: In dem Buch „Die Kreis- und Gemeindewappen im Regierungsbezirk Freiburg“ findet sich folgende Aussage: „Im Jahr 1933 nahm die Gemeinde das Wappen, das sich als Bild auf einem Siegel von 1762 findet, als Gemeindewappen an. Die Umschrift des Siegels lautet SIGILL.DER.GEMAINDT.BVBSHAIM. Der Baum war zuvor auch als Linde bezeichnet worden und mit einer alten Dorflinde in Verbindung gebracht worden. Für die Tingierung des Wappens wählte man auf Vorschlag der Archivdirektion die Farben Silber und Grün. Daraus leiten sich die Farben für die Flagge ab, die am 20. März 1968 vom Innenministerium verliehen wurde.“ |

### Banner
| Banner Bubsheim | 00Banner: „Das Banner ist grün-weiß längsgestreift mit dem aufgelegten Wappen oberhalb der Mitte.“ |

## Kultur und Sehenswürdigkeiten
Die Kommune ist dem Tourismusverband „Donaubergland“ angeschlossen.

### Bauwerke
- Die katholische Ortskirche St.-Jakobus-Maior ist Jakobus dem Älteren geweiht.
- An der Gemarkungsgrenze zu Egesheim und Reichenbach befindet sich der frühkeltische Opferplatz Heidentor.

### Naturdenkmale
- Baumgruppe (6 Kastanien, 1 Linde) am Weiher
- Saubuche – Geschätztes Alter 250–300 Jahre, Stammumfang ca. 6 m, eine Weidbuche mit 5 Einzelstämmen[9]
- Buche im Hörnle
- Baumgruppe am Bierkeller auf Nack
- Linde im Dorf
- Flächendenkmal Fohlenstein

(Quelle:)

### Regelmäßige Veranstaltungen
- Ein Höhepunkt im Bubsheimer Jahresablauf ist die Schwäbisch-alemannische Fastnacht. Traditionell beginnt sie in Bubsheim am Schmotzige Durschtig. Wie in der Region üblich, stauben die Zunfträte der Habermuszunft aber bereits am Dreikönigstag die Zunfthäser Bürglenarr und Habermusweible ab. Am Morgen des Schmotzige trifft sich die närrische Gesellschaft dann im Gasthaus Traube zur ersten Stärkung vor der Machtübernahme im Rathaus und der Schülerbefreiung. Als Mittagsimbiss wird danach wiederum in der Traube die Habermussuppe verzehrt, bevor nachmittags der traditionelle Pflugumzug mit Narrensamensäen und Strohbärtreiben stattfindet. Der Tag klingt dann in der Gemeindehalle oder verschiedenen Lokalitäten und Häusern aus. Früher Donnerstags, mittlerweile am Freitagabend, wird von der Narrenzunft ein Bunter Abend gestaltet, bei dem so manches Narrenstück des Jahres aufgegriffen wird. Der Höhepunkt der Ortsfasnet ist dann der Kinderumzug am Rosenmontag, bevor die Fasnet am Zeischtig mit dem Eiersammeln (vgl. auch Bettelnarr) und darauf folgenden Narrenbaumfällen ihr Ende findet. Ursprünglich eine reine Straßen- und Wirtshausfasnet, hat sich das Narrentreiben in Bubsheim mit der Zeit mehr auf Saalveranstaltungen und den Besuch von Narrentreffen verlagert. In jüngerer Zeit ist aber wieder eine leicht rückläufige Tendenz erkennbar.
- D’Fackel: Am Facklesuntig, dem ersten Sonntag nach Aschermittwoch, wird traditionell das Funkenfeuer abgebrannt. Früher wurde mit dem Errichten der Fackel von den Schülern der 9. Klasse mit Unterstützung der älteren Jahrgänge bereits Wochen im Voraus begonnen. Heute werden die Neuntklässler dabei von 4 örtlichen Vereinen unterstützt und der Aufbau findet nur noch am Facklesamschtig statt. Dazu werden im Ort Holzabfälle und die ausgedienten Christbäume eingesammelt und unter einem 3- oder 4-eckigen Gerüst aus Stangen aufgeschichtet. Die Spitze der Fackel ziert eine von den Mädchen des Jahrgangs hergestellte Hexe. Damit die Fackel in der Nacht von Samstag auf Sonntag nicht den Streichen der Jünglinge aus umliegenden Ortschaften zum Opfer fällt, muss diese bis zum Tagesanbruch am Sonntag bewacht werden. Mehr als einmal fiel das Funkenfeuer am Sonntagabend bereits aus, weil es bereits in der Nacht abgebrannt war. (Teilweise errichten die Jahrgänger in einem solchen Fall auch im Laufe des Sonntags nochmals eine kleine „Not“-Fackel.) Im Normalfall aber wird die Fackel am Sonntagabend unter Anteilnahme der Bevölkerung, insbesondere der Kinder, bei Einbruch der Dunkelheit angezündet und abgebrannt. Die Kinder bringen hierzu eine Pechfackel oder einen Lampion, früher auch Rauch- oder Schwenkkännchen mit. Der Standort der Fackel befindet sich heute am Fuße des Kirchbergs, frühere Standorte waren auch am Pfeiffenboschen oder am Schafhausweg.

## Wirtschaft und Infrastruktur
Die Gemeinde ist eine Industriegemeinde. Vom ehemaligen Bauerndorf ist nur wenig übriggeblieben. Sie ist eine der steuerstärksten Gemeinden im Landkreis Tuttlingen. Größter Arbeitgeber ist Anton Häring KG.

### Bildung

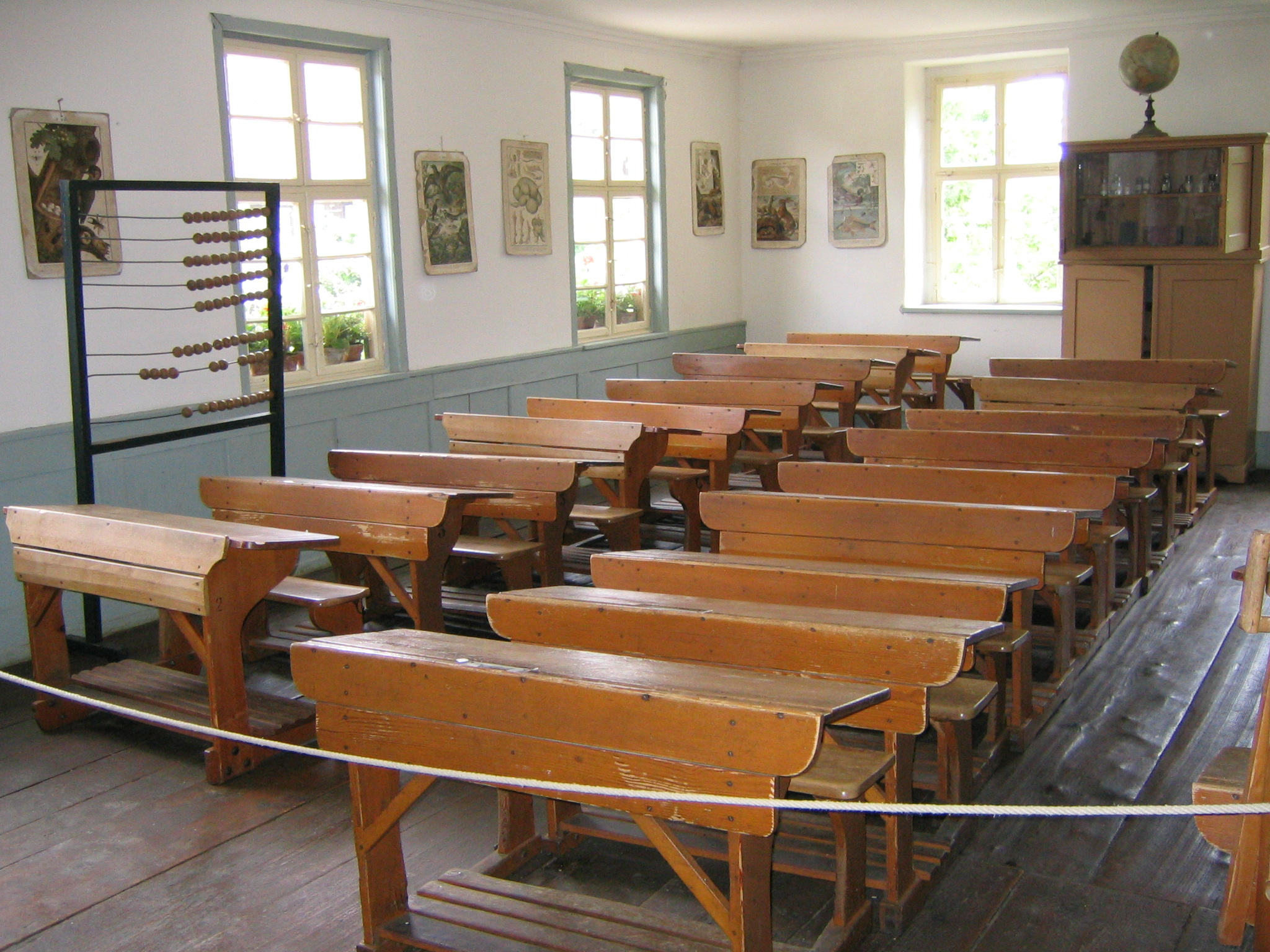
Das Schulhaus von Bubsheim aus dem Jahre 1830 befindet sich heute im Freilichtmuseum Neuhausen ob Eck. Das Foto zeigt das Klassenzimmer der jüngeren Schüler.

In Bubsheim gibt es einen katholischen Kindergarten sowie eine Grundschule. Weiterführende Schulen befinden sich in der Nachbargemeinde Böttingen (Hauptschule mit Werkrealschule) bzw. im nahe gelegenen Wehingen (Realschule Gosheim-Wehingen und Gymnasium Gosheim-Wehingen).

### Arbeitsplätze
Am Ort gab es 2004 nahezu 600 Arbeitsplätze, 85 % davon im produzierenden Gewerbe. Die Pendlerbilanz war positiv, 190 Bubsheimer verdienten ihren Lebensunterhalt außerhalb der Gemeinde und 250 Arbeitskräfte kamen aus anderen Gemeinden nach Bubsheim.
Zum Stichtag 30. Juni 2011 gab es bereits 825 sozialversicherungspflichtig Beschäftigte am Ort:
- 812 arbeiteten im produzierenden Gewerbe.
- Von den 825 Arbeitsplätzen wurden 577 von Männern und 248 von Frauen besetzt.
- 703 der 825 sozialversicherungspflichtig Beschäftigen waren Deutsche, die übrigen 122 Ausländer.
- 26 waren Teilzeitbeschäftigte, davon 23 Frauen.
- 55 waren Auszubildende
- Beschäftigte am Wohnort gab es 597, also etwas über die Hälfte der Bevölkerung stand in einem sozialversicherungspflichtigen Arbeitsverhältnis
- 192 dieser 597 Beschäftigen hatten ihren Arbeitsplatz als Auspendler außerhalb der Gemeinde, etwa 2/3 der arbeitenden Bevölkerung verdienen ihren Lebensunterhalt somit am Wohnort.
- 420 der 825 Stellen waren durch Einpendler aus anderen Wohnorten besetzt.

Größter Arbeitgeber am Ort ist die Drehteileindustrie.

### Steueraufkommen
Realsteuer-Istaufkommen und Hebesätze in Bubsheim für das Jahr 2012:
| Steuerart                             | 2012        |
| ------------------------------------- | ----------- |
| Grundsteuer A                         | 3.024 €     |
| Grundsteuer B                         | 135.446 €   |
| Gewerbesteuer                         | 1.493.469 € |
| Sonstige Steuern                      | 3.546 €     |
| Gemeindeanteil an der Einkommensteuer | 574.908 €   |
| Gemeindeanteil an der Umsatzsteuer    | 97.433 €    |
| Gewerbesteuerumlage                   | −312.271 €  |
| Steuern netto                         | 1.995.555 € |
| Hebesatz Grundsteuer A                | 340 %       |
| Hebesatz Grundsteuer B                | 290 %       |
| Hebesatz Gewerbesteuer                | 330 %       |

Der Hebesatz für die Grundsteuer auf land- und forstwirtschaftlich genutzte Grundstücke (Grundsteuer A) stimmte fast identisch mit dem Durchschnittswert für die 35 Gemeinden des Landkreises Tuttlingen überein (341 %).
Der Hebesatz für bebaute Grundstücke (Grundsteuer B) lag dagegen erheblich unter dem Durchschnitt (328 %). Geringere oder gleiche Hebesätze hatten im Landkreis nur die Gemeinden Rietheim – Weilheim (240 %), Wurmlingen (250 %), Seitingen-Oberflacht (270 %), Aldingen (280 %), Gosheim (280 %) und Reichenbach (290 %).
Der Hebesatz für die Gewerbesteuer lag ebenfalls unter dem Kreisdurchschnitt (342 %), wobei geringere Hebesätze nur in den Gemeinden Rietheim – Weilheim (290 %), Wurmlingen (310 %) und Seitingen-Oberflacht (320 %) festgesetzt worden waren.

### Landwirtschaft
Neben Ackerbau und Viehzucht wird in Bubsheim auch Obst angebaut. Ein Baumwart lieferte aus einer Gemeindebaumschule raue, späte Kernobstsorten und viele Kirschbäume. Die Obstbäume wurden am Straßenrand und auf privatem Grund gepflanzt. Im Grundbuch war die Nutzung der Seitenstreifen in Württemberg über Dienstbarkeiten geregelt. Auf den höher gelegenen Orten fanden sich spätblühende Sorten für raue Lagen. In Bubsheim wurden an der Allee entlang der Ortsdurchfahrt Nachpflanzungen historischer Sorten vorgenommen, welche regelmäßig fachgerecht gepflegt werden.
Neben König Wilhelm verschenkten auch die Brüdergemeinden Obstbäume. Heute werden die in Bubsheim gedeihenden Sorten, wie Kolbinger Goldbirnen als Hochstämme vom Naturschutzzentrum in Beuron über Sammelbestellungen bereitgestellt.

## Persönlichkeiten
- Bernhard Häring (1912–1998), katholischer Moraltheologe, Redemptoristenpater

### Ehrenbürger
- 1914, 23. Juli: Johannes Becker, Pfarrer, Erbauer der Ortskirche St. Jakobus Maior[15]
- 1956, 29. Juli: Kaspar Helmle, Pfarrer[15]
- 1971, 24. Januar: Berta Zirn, Gemeinde-Krankenschwester, Trägerin des Bundesverdienstkreuzes am Bande (8. Februar 1961), Goldenes Caritaskreuz (24. Januar 1971)[15]
- 2002, 19. Dezember: Anton Häring, Unternehmer,[15] Bürgermedaille in Gold (1990), Träger des Bundesverdienstkreuzes am Bande (19. Dezember 2002),[16] Träger der Wirtschafts- und Verdienstmedaille des Landes Baden-Württemberg[16]

### Träger der Verdienstmedaille/Bürgermedaille in Gold
- 1990: Anton Häring, Unternehmer[15]
- Ivo Häring, Nadler, Träger des Bundesverdienstkreuzes (1. Juli 1995)[15]
- Michael Häring, Post- und Verwaltungsangestellter a. D., Hauptautor des Heimatbuches[15]